# Amu
Amu – film będący debiutem indyjskiej dziennikarki i scenarzystki, zamieszkałej w Los Angeles Shonali Bose. W rolach głównych Konkona Sen Sharma i debiutujący: Brinda Karat i Ankur Khanna. Światowa premiera filmu miała miejsce na Międzynarodowym Festiwalu Filmowym w Berlinie w 2005 roku. Film opowiada historię młodej indyjskiej dziewczyny, która przyjeżdża do Delhi w poszukiwaniu swoich korzeni. Próbując odpowiedzieć sobie na pytanie, kim jest, natrafia na tajemnicę swojej adopcji. Film porusza bolesny temat zdarzeń z 1984 roku, kiedy to w Delhi po zamordowaniu Indiry Gandhi przez sikhijskich ochroniarzy, zabito w pogromach kilka tysięcy osób niebronionych przez policję.

## Fabuła
Kaju (Konkona Sen Sharma) przyjeżdża z Los Angeles do Delhi. Opuściła kraj jako kilkuletnia dziewczynka. Teraz patrzy na Indie oczyma "obcej, która czasem coś ściska w środku". Zachwyca ją wszystko - bajecznie rozświetlony barak kandydata na posła, czy uliczny sprzedawca zachwalający cudowny lek. Rozszerzonymi oczyma wpatruje się w mijanych ludzi, w pamiętającą Mogołów architekturę Delhi. Próbuje uwiecznić Indie kamerą, aby kawałek ich, cień, echo zabrać ze sobą z powrotem do Ameryki. Jej głód turystki wyśmiewa poznany tu Kabir (Ankur Khanna). Z czasem jego szyderstwo zamienia się w fascynację Kaju, w coraz głębsze zrozumienie dla niej. Pomaga Kaju w poszukiwaniach jej biologicznych rodziców. Adoptowana jako 3-letnia dziewczynka Kaju szukając swoich korzeni z bólem odkrywa, że początek jej życia wiąże się z czasem hańby, jakim dla Indii stał się pogrom sikhów w 1984 roku.

## Obsada
- Konkona Sen Sharma – Kajori Roy
- Brinda Karat – Keya
- Ankur Khanna – Kabir[2].

## Nagrody
- 2005:National Film Award Best Feature Film in English
- FIPRESCI Critics Award, styczeń 2005.
- Gollapudi Srinivasa Award – najlepszy debiut reżyserski (Indie). sierpień 2005.
- Star Screen Award – Best English Film (India). styczeń 2006.
- Teenage Choice Award, Jury Award Turyn, Cine donne Film Festival. X. 2005.